# James Bird Phipps
James Bird Phipps ( 1934 - ) es un botánico canadiense, que trabajó extensamente en la flora de Zimbabue, de Malaui, y de Uganda
En 1961 el Dr. Phipps, recientemente contratado como profesor en el Departamento de Ciencias Vegetales, de la Universidad de Ontario, fue designado curador y se mantuvo en esa posición hasta que se jubiló en 2000.

## Algunas publicaciones
- Kenneth R. Robinson, James B. Phipps, Joseph R. Rohrer (1992). «Summary of the leaves in the genera of Maloideae (Rosaceae)». Annals if the Missouri Botanical Garden (Missouri Botanical Garden Press) 79 (1): 81-94. doi:10.2307/2399811.
- 1971. Dendrogram topology
- 1982. Biogeographic, taxonomic and cladistic relationships between East Asiatic and North American Crataegus. 50 pp.
- 1998. Genus Crataegus (Hawthorn) from Alaska to California. Ed. Adolf Ceska. 8 pp.

### Libros
- 1969. The Genera of the Arundinelleae, Stapf (Gramineae): a study in numerical systematics using morphological data: [tesis]. Ed. Univ. of Western Ontario
- ----------, M. Muniyamma. 1980. A taxonomic revision of Crataegus (Rosaceae) in Ontario. 79 pp.

- La abreviatura «J.B.Phipps» se emplea para indicar a James Bird Phipps como autoridad en la descripción y clasificación científica de los vegetales.[3]